# Curvelândia
Curvelândia är en kommun i Brasilien.   Den ligger i delstaten Mato Grosso, i den centrala delen av landet, 1 100 km väster om huvudstaden Brasília. Antalet invånare är 4 898.
Omgivningarna runt Curvelândia är huvudsakligen savann. Runt Curvelândia är det mycket glesbefolkat, med 2 invånare per kvadratkilometer.